# Centro Morrin
El centro Morrin es un centro cultural localizado en la ciudad de Quebec, Canadá. Está diseñado para educar al público sobre la contribución histórica y la cultura de habla inglesa. El centro contiene una biblioteca privada inglesa de la Sociedad Literaria e Histórica de los servicios de Quebec, espacios patrimoniales para eventos, y la interpretación.

## Historia
Se encuentra ubicado en un edificio de una antigua prisión que ha sido designado como sitio histórico nacional de Canadá, el cual ha servido para diversas funciones:
- Reducto Royal (1712-1808)
- Prisión Quebec (1813-1868)
- Morrin College (1862-C1902)
- Sociedad Literaria e Histórica de Quebec (1824-presente)
- En 2004, la Sociedad Literaria e Histórica de Quebec se convirtió en la propietaria del sitio histórico a través de un contrato de arrendamiento enfitéutico.[5]